# Ошаров Віталій Володимирович
Віталій Володимирович Ошаров (16 лютого 1980 або 25 липня 1980 , Біла Церква, Київська область ) — український фехтувальник на шпагах, призер чемпіонатів світу та Європи у командній шпазі.

## Життєпис
У 2003 році разом із Карюченко, Горбачуком та Чумаком виграв срібну медаль чемпіонату Європи. У фіналі українці поступилися збірній Франції.
У 2004 році увійшов до складу збірної України на Олімпійських іграх у Афінах. Разом із Нікішиним, Карюченко та Хворостом виступив лише у командних змаганнях. У чвертьфіналі українці програли збірній Угорщині (34:38). У подальшому перемогли команди Єгипту (45:36) та США (45:33), посівши підсумкове п'яте місце.
Сезон 2005 року став вдалим для спортсмена у командних змаганнях. Він став срібним призером чемпіонату Європи та бронзовим призером чемпіонату світу.